# Когам (Біржан-сала район)
Кога́м (каз. Қоғам) — село у складі району Біржан-сала Акмолинської області Казахстану. Входить до складу Макинського сільського округу.
Населення — 217 осіб (2021; 358 у 2009, 356 у 1999, 369 у 1989).
Національний склад станом на 1989 рік:
- казахи — 100 %.